# FA Charity Shield 1938
Lo FA Charity Shield 1938, noto in italiano anche come Supercoppa d'Inghilterra 1938, è stata la 25ª edizione della Supercoppa d'Inghilterra.
Si è svolto il 26 settembre 1938 all'Arsenal Stadium di Londra tra l'Arsenal, vincitore della First Division 1937-1938, e il Preston North End, vincitore della FA Cup 1937-1938.
A conquistare il titolo è stato l'Arsenal che ha vinto per 2-1 con una doppietta di Ted Drake.

## Partecipanti
| Squadre      | Qualificazione                           | Partecipazioni precedenti (il grassetto indica la vittoria) |
| ------------ | ---------------------------------------- | ----------------------------------------------------------- |
| Arsenal      | Vincitore della First Division 1937-1938 | 6 (1930, 1931, 1933, 1934, 1935, 1936)                      |
| Preston N.E. | Vincitore della FA Cup 1937-1938         | Nessuna                                                     |

## Tabellino
| Londra 26 settembre 1938                           | Arsenal   | 2 – 1 referto | Preston North End | Arsenal Stadium (35.000 spett.) |
| \| \| \| \| \| Drake \| Marcatori \| B. Beattie \| |           |               |                   |                                 |
|                                                    |           |               |                   |                                 |
| Drake                                              | Marcatori | B. Beattie    |                   |                                 |

### Formazioni
| Arsenal:       |    |                |
|                |    |                |
| P              | 1  | George Swindin |
| D              | 2  | George Male    |
| D              | 3  | Leslie Compton |
| C              | 4  | Jack Crayston  |
| C              | 5  | Bernard Joy    |
| C              | 6  | Wilf Copping   |
| A              | 7  | Alf Kirchen    |
| A              | 8  | Leslie Jones   |
| A              | 9  | Ted Drake      |
| A              | 10 | Bryn Jones     |
| A              | 11 | Horace Cumner  |
| Allenatore:    |    |                |
| George Allison |    |                |

| Preston N.E.: |    |                  |
|               |    |                  |
| P             | 1  | George Holdcroft |
| D             | 2  | Len Gallimore    |
| D             | 3  | Andy Beattie     |
| C             | 4  | Bill Shankly     |
| C             | 5  | Bob Batey        |
| C             | 6  | Jimmy Milne      |
| A             | 7  | T. McGibbon      |
| A             | 8  | George Mutch     |
| A             | 9  | Jimmy Dougal     |
| A             | 10 | Bobby Beattie    |
| A             | 11 | Jimmy Maxwell    |